# Tricentra oeno
Tricentra oeno là một loài bướm đêm trong họ Geometridae.